# Petite-Forêt
Petite-Forêt é uma comuna francesa na região administrativa de Altos da França, no departamento do Norte. Estende-se por uma área de 4.55 km². Em 2010 a comuna tinha 4 919 habitantes (densidade: 1 081,1 hab./km²).